# 에케렌 전투
에케렌 전투는 스페인 왕위 계승 전쟁 중의 전투 중 하나로 1703년 7월 30일 일어났다. 프랑스군이 네덜란드군을 포위하였고, 네덜란드군은 간신히 괴멸을 피할 수 있었다. 전투는 1703년 스페인의 네덜란드(벨기에 지방)에서 동맹군이 결정적인 승리를 거둘 수 있다는 희망을 끝내버렸다.

## 서막
5월 15일 본을 공격한 후에 말버러 공작 1세 존 처칠은 오스텐더(Ostend)를 점령하길 원했으나 프랑스군은 전투를 개시했다. 말버러 공은 네덜란드 장군 코에훈(Coehoorn)에게 오스텐더로 진격하여 그곳을 공격하라고 명령했다. 네덜란드 장군 코에훈은 앤트워프(Antwerp)의 남서지역으로 진군했고 네덜란드 장군 오브담(Obdam)도 베르겐 오프 줌(Bergen op zoom)으로부터 남쪽으로 진군했고 말버러 자신 역시 리에르(Lier)로 출진했다.
일 년전 네덜란드는 프랑스군과 개전하는데 열성적이지 않았고 또 앤트워프와 오스텐더에서 영국의 상업을 허가해 주면 네덜란드의 통상에 영향을 주기 때문에 허가하지 않았다. 그렇기에 코에헨은 오스텐더를 공성하지 않았으며 오스텐더와 앤트워프의 지방을 약탈했다.
오브담은 6월 28일 베르겐 오프 줌에서 앤트워프로 진군했고, 다음날 앤트워프에서 7km 떨어진 에케렌(Ekeren)에 도착했다.
빌레루아(Villeroi)는 말버러 공의 견제작전에 속지 않았고, 그의 군대를 디에스트(Diest)에서 앤트워프를 지키기 위해 그의 군대를 보냈다. 말버러는 이 소식을 듣고 오브담에게 경고를 했다. 그리고 릴로(Lillo)에서 퇴각하라고 명령했으나 오브담은 늦게 움직였다.

## 전투
6월 30일 아침 일찍 프랑스 용기병대는 카펠렌(Kapellen) 방향에 있는 에케렌과 메르크셈(Merksem)으로 진군했는데, 이는 호에베넨(Hoevenen) 근처에 있는 네덜란드군의 브레다(Breda)와 베르겐 오프 줌으로 퇴각 루트를 차단하기 위해서였다. 베드마르(Bedmar)의 후작과 그의 스페인 군대는 윌마스돈크(Wilmarsdonk)에 진을 치고 있었다. 이는 네덜란드군이 모든 방향에서 포위되었다는 것을 확실하게 했다.
곧 네덜란드 정찰대는 프랑스 용기병대를 발견했고 오브담은 즉각적으로 그의 기병을 호에베넨에 파견했다. 그러나 이때는 너무 늦어 마을은 프랑스 군에 의해 봉쇄되어 있었다. 근처에 있는 무스브로에크(Moisbroek)를 점령하기 위한 시도 역시 실패했다. 그리고 프랑스군은 공격했고 오브담은 오르데렌(Orderen)을 점령하려 시도했고 공격은 프랑스군이 마을을 탈환하러 오기 전까지 잠시 성공했다.
전투는 시간이 가면 갈수록 명확해졌다. 8시경 오브담의 아무런 신호가 없는 와중에 슬라겐버그(Slagenberg)는 오르데렌을 공격하기로 결심했다. 그런데 이때 프리에쉐임(Friesheim)의 총검돌격에 의해 혼란에 빠졌다. 프리엣쉐임은 그의 병력들로 하여금 강물을 뚫고 돌격하게 했으며 이로 인해 프랑스군은 네덜란드군이 예상하지 못한 곳에 출현했다. 이 행동은 남아있는 네덜란드 군으로 하여금 밤중에 네덜란드 쪽으로 도망가게 하였다.

## 결과
이 전투는 프랑스의 승리였으나 부플레르(Boufflers)는 이를 축하하지 않았다. 그는 완전승리의 기회를 손가락 사이로 흘려보냈다고 비난받았다. 오브담은 살아남아 13명의 기병들과 함께 남쪽으로 도망쳤고 그들을 프랑스 군이 것처럼 위장했다. 그들이 네덜란드에 도착했을 때 그는 그의 병사들이 완벽하게 괴멸했음을 인정하는 편지를 썼다. 그의 행동은 네덜란드 군인들에게 용서받지 못했고, 그의 군인으로서의 경력은 파멸했다.
슬라겐버그는 그런 측면에서 네덜란드의 영웅으로 여겨졌다. 그 역시 말버러 공이 프랑스에게 완벽하게 속았고, 그들을 돕기 위해 출진하지 않은 것에 대해 분노했다.
네덜란드군은 1717명이 전사했고 1003명이 부상했다. 그리고 694명이 전투 중에 포로가 되었거나 실종되었다.
프랑스, 에스파냐 연합군은 1750명이 전사했다.

## 현대의 위치
오르데렌과 윌마스돈크, 그리고 릴로의 마을을 포함하는 전장의 대부분은 1960년대의 앤트워프항구의 확장 아래서 사라졌다.